# Эз-Захир
Эз-За́хир (араб. الظاهر‎) — один из районов столицы Египта Каира. Граничит с районами Аббасия и Сакакини.
Эз-Захир назван в честь аль-Малика аз-Захира Рукн ад-Дина Бейбарса (1223—1277), который был мамлюкским султаном Египта и Сирии. Султан был выдающемся полководцем Востока, который получил в народе, прозвище Абуль-Футух, то есть «Отец побед». Его воспоминания были изложены в длинном арабском фольклорном рассказе «Сира аз-Захир Бейбарс» («Житие аз-Захира Бейбарса»).
Квартал Эс-Сакакини первоначально был частью Эз-Захира, но впоследствии был выделен в отдельную территориальную единицу.